# Volta a Llombardia 1959
La Volta a Llombardia 1959 fou la 53a edició de la Volta a Llombardia. Aquesta cursa ciclista organitzada per La Gazzetta dello Sport es va disputar el 18 d'octubre de 1959 amb sortida i arribada a Milà després d'un recorregut de 240 km.
El belga Rik van Looy (Faema-Guerra) guanya la competició per davant del seu compatriota Willy Vannitsen (Urago-d'Alessandro) i del català Miquel Poblet (Ignis).

## Desenvolupament
En el quilòmetre 40 es forma una fuga amb Arnaldo Pambianco, Henry Anglade, Jean Graczyk, Louis Bisilliat, Gérard Saint, Tom Simpson, Giuseppe Fallarini i Edgard Sorgeloos. En el km. 80 tenen un minut d'avantatge que augmenten fins als 2' 45" a Comerio (km. 200).
S'inicia la pujada al Ghisallo encara amb els fugats com a cap de cursa encara que no hi és Tom Simpson que s'ha despenjat per una avaria. El britànic serà absorbit pel gran grup d'on salten Waldemaro Bartolozzi i Nino Defilippis. Els italians aconsegueixen 20" sobre el pilot. En el cim les diferències són mínimes i es produeix un agrupament general en el descens.
Fins a meta, els corredors belgues imposen un ritme que fa impossible les fugues i la competició es decideix en un esprint massiu al velòdrom Vigorelli. André Darrigade és el primer a demarrar però és superat per Miquel Poblet. El català, però, es queda sense forces i és sobrepassat per Rik van Looy que és finalment qui creua primer la línia d'arribada.

## Classificació general
|    | Ciclista                 | Equip              | Temps      |
| -- | ------------------------ | ------------------ | ---------- |
| 1  | Rik van Looy (BEL)       | Faema-Guerra       | 5h 52' 05" |
| 2  | Willy Vannitsen (BEL)    | Urago-d'Alessandro | m. t.      |
| 3  | Miquel Poblet (ESP)      | Ignis              | m. t.      |
| 4  | Alessandro Fantini (ITA) | Atala-Pirelli      | m. t.      |
| 5  | Frederico Galeaz (ITA)   | Torpado-Clement    | m. t.      |
| 6  | André Darrigade (FRA)    | Helyett            | m. t.      |
| 7  | Dino Bruni (ITA)         | Ignis              | m. t.      |
| 8  | Oreste Magni (ITA)       | Emi                | m. t.      |
| 9  | Rino Benedetti (ITA)     | Ghigi-Ganna        | m. t.      |
| 10 | Walter Martin (ITA)      | Carpano            | m. t.      |